# Leandro Salino
Leandro Salino do Carmo (Juiz de Fora, Brasil, 22 de abril de 1985) es un futbolista brasileño. Juega como defensa y milita en el Villa Nova A. C.

## Clubes
| Club                    | País     | Año       |
| ----------------------- | -------- | --------- |
| América-MG              | Brasil   | 2004-2005 |
| Ipatinga E. C. (cedido) | Brasil   | 2005      |
| C. D. Nacional          | Portugal | 2006      |
| A. D. Camacha (cedido)  | Portugal | 2006      |
| Ipatinga E. C. (cedido) | Brasil   | 2006      |
| C. R. Flamengo          | Brasil   | 2007      |
| Ipatinga E. C. (cedido) | Brasil   | 2007      |
| América-MG              | Brasil   | 2008      |
| C. D. Nacional          | Portugal | 2009-2010 |
| S. C. Braga             | Portugal | 2010-2013 |
| Olympiacos F. C.        | Grecia   | 2013-2016 |
| E. C. Vitória           | Brasil   | 2017      |
| Santa Cruz F. C.        | Brasil   | 2018      |
| Botafogo SP             | Brasil   | 2018      |
| Tupynambás F. C.        | Brasil   | 2019      |
| Joinville E. C.         | Brasil   | 2019      |
| Barra F. C.             | Brasil   | 2019      |
| Uberlândia E. C.        | Brasil   | 2020      |
| Betim E. C. B           | Brasil   | 2020      |
| União Luziense          | Brasil   | 2020      |
| Pouso Alegre F. C.      | Brasil   | 2021      |
| Betim E. C. B           | Brasil   | 2021      |
| Boa Esporte             | Brasil   | 2021      |
| Coimbra E. C.           | Brasil   | 2022      |
| Villa Nova A. C.        | Brasil   | 2022-     |

## Palmarés
| Título                      | Club             | País     | Año     |
| --------------------------- | ---------------- | -------- | ------- |
| Campeonato Carioca          | Ipatinga E. C.   | Brasil   | 2007    |
| Copa de la Liga de Portugal | S. C. Braga      | Portugal | 2012-13 |
| Superliga de Grecia         | Olympiacos F. C. | Grecia   | 2013-14 |
| Superliga de Grecia         | Olympiacos F. C. | Grecia   | 2014-15 |
| Copa de Grecia              | Olympiacos F. C. | Grecia   | 2014-15 |
| Superliga de Grecia         | Olympiacos F. C. | Grecia   | 2015-16 |